# Reuschenberg (Adelsgeschlecht)

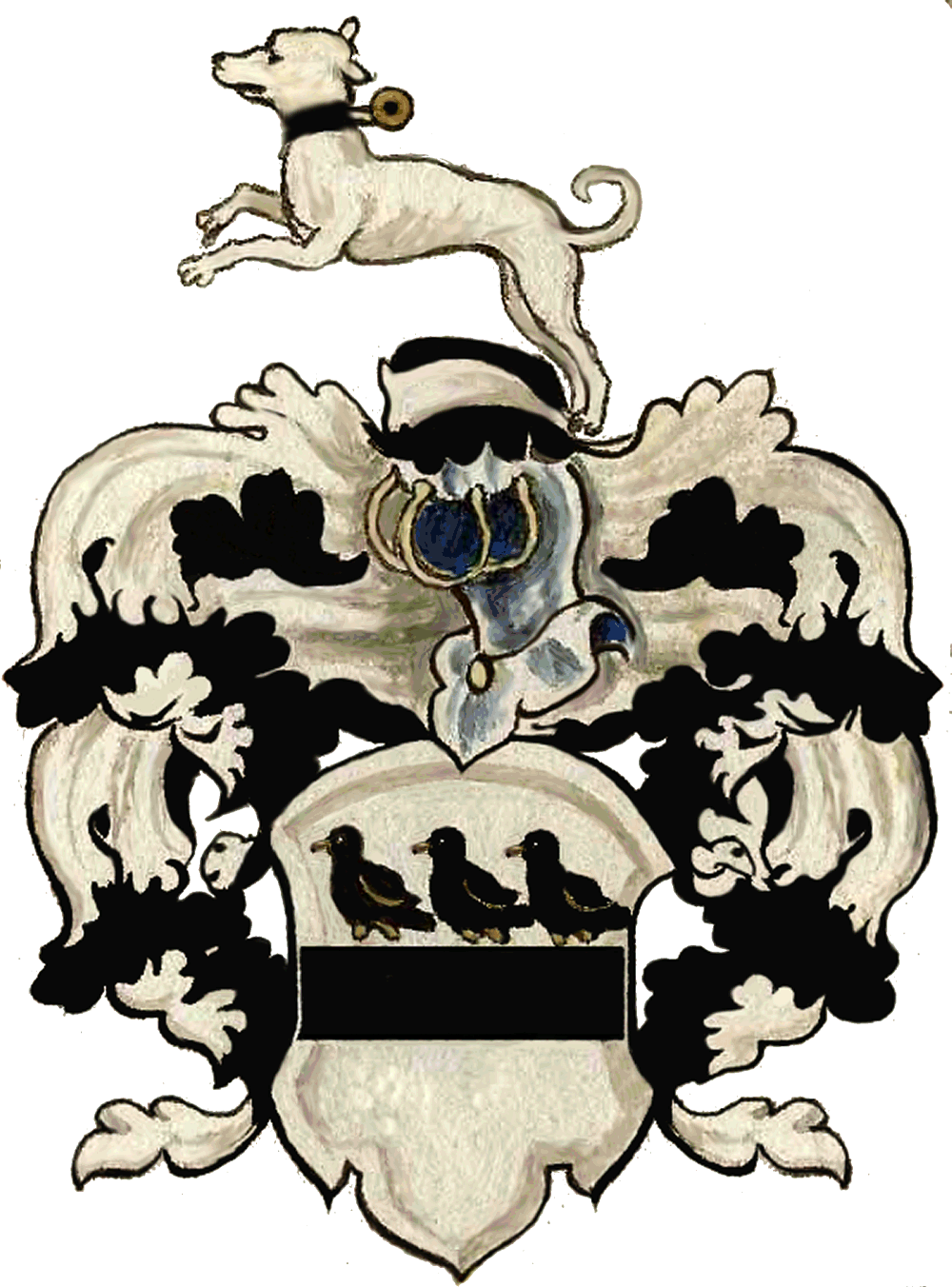
Stammwappen der Familie von Reuschenberg

von Reuschenberg (Ruischenberg oder Rauschenberg) war der Familienname eines rheinländischen Landadelsgeschlechts, welches seinen Stammsitz ursprünglich bei Elsdorf auf Burg Reuschenberg hatte. Die Herren von Reuschenberg etablierten sich in der ersten Hälfte des 14. Jahrhunderts als Seitenlinie derer von Esch und gründeten ihrerseits mehrere Nebenlinien. Im Einklang mit der Tradition der bisherigen genealogischen Forschung wird die Linie von und zu Reuschenberg nicht als Seiten-, sondern als Hauptlinie bezeichnet. Ab dem 15. Jahrhundert gehörte das Geschlecht zu den führenden landadeligen Familien des Herzogtums Jülich.
Die Herren von Reuschenberg sind laut dem Genealogen Ernst von Oidtman nicht zu verwechseln mit der gleichnamigen Familie, deren Stammsitz Burg Reuschenberg an der Wupper war.

## Namenskunde
Die Schreibweise Reuschenberg entwickelte sich erst ab dem 17. Jahrhundert, zuvor dominierten zahlreiche Varianten der Schreibweise Ruischenberg, wie beispielsweise Rusenberg, Russchenbergh oder Ruyschenberch. Es handelt sich hierbei um eine Komposition aus dem Bestimmungswort „Reuschen“ und dem Grundwort „-berg“. Für diese Deutung würde die Anlage der Wasserburg in einer ehemals feuchten Senke sprechen. Morphologisch war diese Senke aufgrund des sehr flachen Reliefs kaum wahrnehmbar und fiel vermutlich eher durch den für einen feuchten Standort typischen Binsenbestand auf. Der Begriff „-berg“ erschließt sich für die Namensgebung nicht unmittelbar, da die Festung nicht in Berglage errichtet wurde. Wahrscheinlich handelt es sich hier um eine Namensübertragung, da diese ursprünglich als Motte errichtet wurde, deren zentrales Element ein Gebäude auf einem künstlichen Hügel (= Berg) war. Im deutschsprachigen Raum lassen sich weitere Niederungsburgen mit einer vergleichbaren Wortzusammensetzung nachweisen (siehe Burg Warberg oder Burg Wellberg). Die Begriffe „Berg“ und „Burg“ wurden früher auch synonym verwendet. So lässt sich beispielsweise für die ehemalige Burg Neuerburg bei Rosellen (im Bereich des Niederrheinischen Tieflandes) belegen, dass diese im 18. Jahrhundert auch „Neuenberg“ genannt wurde. Etymologisch entwickelten sich beide Begriffe offenbar aus derselben sprachlichen Wurzel.
Je nach verwandtschaftlicher Zugehörigkeit wurde der Familiennamen oft mit einem Namenszusatz versehen. Diese Ergänzungen beziehen sich meist auf das jeweilige Stammhaus, wie beispielsweise Reuschenberg zu Setterich oder Reuschenberg zu Selikum.
Über mehrere Generationen verwendete Vornamen innerhalb einer Familie werden als Leitnamen bezeichnet. Neben dem vergleichsweise häufig verwendeten Vornamen Johannes (Johann) lassen sich Konrad (Cuno), Wilhelm und Heinrich über mehrere Generationen nachweisen.

## Geschichte und Genealogie

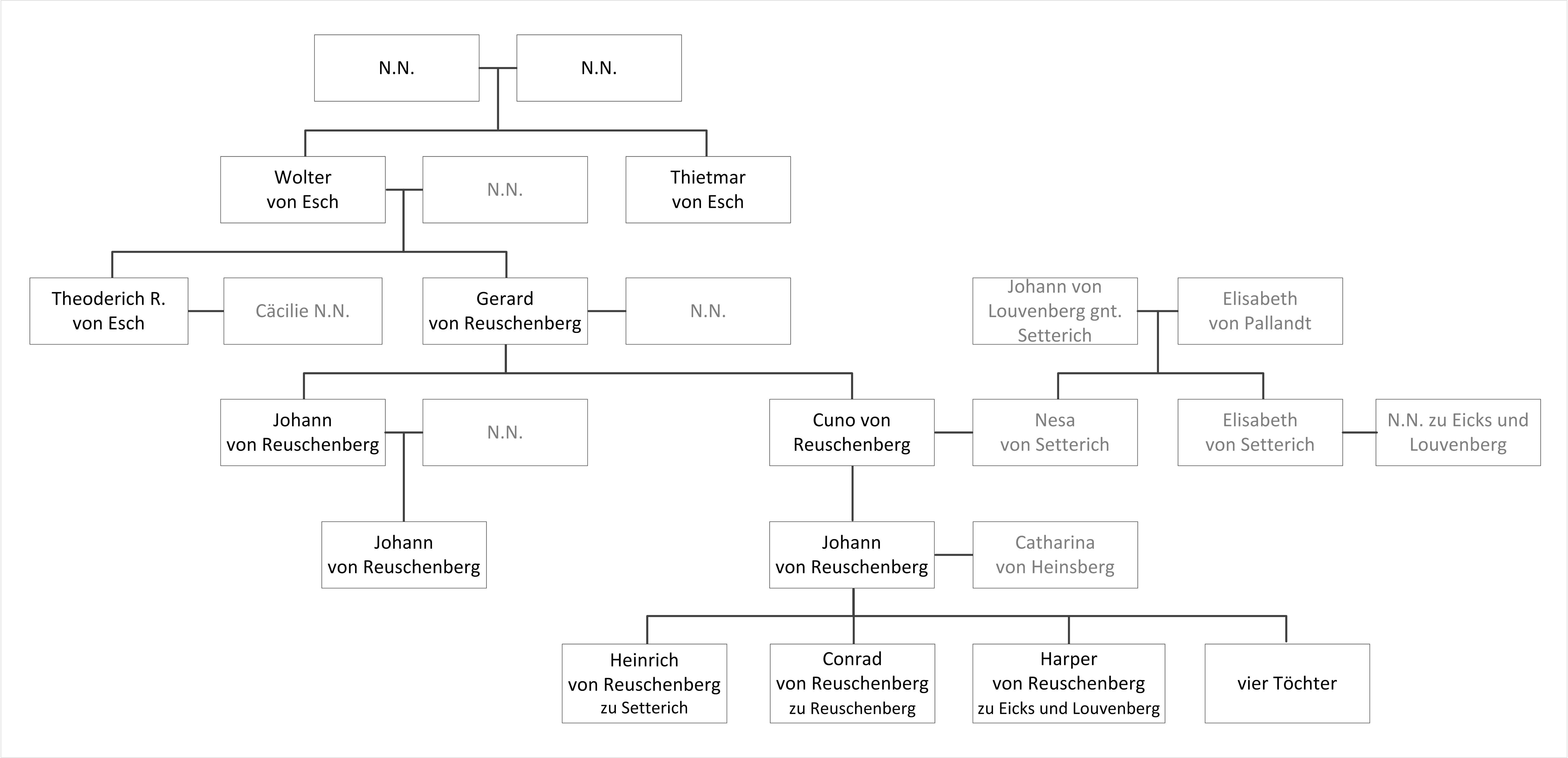
Stammbaum der Familie Reuschenberg (vor 1450)

Die landadelige Familie wurden 1278 erstmals mit Cuno de Rusenberg erwähnt. Bei Rusenberg handelt es sich allerdings nicht um den Familiennamen, sondern er übernahm den Namen seines Stammhauses der Burg Reuschenberg. Erst im Laufe des 14. Jahrhunderts entwickelte sich aus dem ursprünglichen Beinamen der Familienname.
Bis Mitte des 14. Jahrhunderts ist bislang vergleichsweise wenig über die Familie von Reuschenberg bekannt. Archäologische Befunde deuten darauf hin, dass der ursprüngliche Stammsitz bereits wenige Jahrzehnte nach dessen Erbauung um 1250 wieder verlassen wurde und anschließend verfiel. Welcher Rittersitz stattdessen genutzt wurde, ist bislang nicht bekannt. Erst ab der zweiten Hälfte des 14. Jahrhunderts werden die jülich´schen Ritter mit Cuno von Reuschenberg historisch konkreter greifbar.
Cuno und seine Frau Nesa von Setterich begründeten um 1365 die erste Seitenlinie des Geschlechts. Durch Erbschaft kam nicht nur die Unterherrschaft Setterich in den Besitz der von Reuschenberg, sondern darüber hinaus auch Burg Laufenburg, sowie das Dorf und die Herrlichkeit Eicks. Während die ältere Stammlinie von Reuschenberg zu Reuschenberg vor 1440 erlosch, etablierte sich die Seitenlinie zu Setterich zu der einflussreichsten Linie des Geschlechts. Bis Mitte des 16. Jahrhunderts bildeten sich durch Heirat und Erbschaft weitere Seitenlinien aus:
- zu Eicks und Rurich
- zu Overbach und Rochette (bei Chaudfontaine/Belgien)
- zu Selikum
- zu Luppenau (heute Gut Lüppenau, bei Nideggen-Abenden)
- zu Reuschenberg (jüngere Linie)

Die Zeit bis zum Ewigen Landfrieden im Jahre 1495 war geprägt von Fehden. Dabei zeugen vor allem die überlieferten Streitigkeiten der landadeligen Familie mit der Reichsstadt Köln von deren ausgeprägten Selbstbewusstsein.
Bis Ende des 16. Jahrhunderts waren die von Reuschenberg vermutlich finanziell gut aufgestellt, denn zu ihren Gläubigern zählten u. a. auch die Herzöge von Jülich. Johann von und zu Reuschenberg lieh beispielsweise im Jahr 1499 dem Herzog Wilhelm IV. eine größere Summe. Dieser überschrieb ihm im Gegenzug das Dorf Grouven als Pfand.
Ab dem frühen 16. Jahrhundert bis in die zweite Hälfte des 17. Jahrhunderts besetzten die von Reuschenberg aus den Linien zu Setterich, zu Selikum und zu Overbach wichtige Positionen innerhalb des Deutschen Ordens. Gemeinsam mit verwandten Ordensrittern, wie beispielsweise dem Landkomtur Caspar Christian von Neuhoff oder auch dem Komtur Wilhelm von Neuhoff, bildeten sie ein Netzwerk verwandtschaftlicher Beziehungen, insbesondere innerhalb der Ballei Alden Biesen. Der katholische Landkomtur Johann Heinrich von Reuschenberg aus dem Hause Setterich setzt sich ganz im Sinne der Gegenreformation für eine bessere Bildung innerhalb des Ordens ein und restrukturierte diesen innerhalb seines Herrschaftsbereiches.

Entwicklung der Haupt- und Seitenlinien

Der Einfluss der Familie innerhalb des Herzogtums Jülich erreichte Ende des 16. Jahrhunderts einen Höhepunkt. Zu dieser Zeit lag die Regierungsgewalt praktisch in den Händen der katholischen Räte. Der psychisch kranke Herzog Johann Wilhelm III. war nicht in der Lage sich politisch durchsetzen. Der Zustand des mit Jakobe von Baden verheirateten Herzogs verschlechterte sich so weit, dass sich ab 1585 der Hofmarschall und ehemalige Erzieher des Herzogs Johann von Reuschenberg zu Setterich persönlich um in kümmerte. Jakobe von Baden wollte die Staatsgeschäfte im Namen ihres Mannes führen und stellte sich damit gegen die Interessen der katholischen Räte. Diese waren offenbar nicht gewillt die Gewalt über die Regierungsgeschäfte abzugeben und verweigerten sich ihren Anweisungen. Angeführt wurde der Widerstand von einer Schwägerin Jacobes, der Herzogin Sybille von Burgau. Diese klagte im Jahr 1595 Jacobe an, weil diese sich angeblich auf eine außereheliche Beziehung eingelassen hatte. Als Zeugen berief sie sich unter anderem auf den Oberstleutnant Johann von Reuschenberg zu Overbach. Inwieweit die Familie von Reuschenberg in diesem Komplott involviert war, wurde bislang noch nicht geklärt. Immerhin lassen sich am herzoglichen Hof weitere Mitgliedern der Reuschenberg’schen Sippe nachweisen. Neben dem erwähnten Oberstleutnant und dem Hofmarschall aus dem Hause Setterich nahm der gleichnamige Johann von Reuschenberg zu Reuschenberg als Hofmeister ebenfalls eine zentrale Position am Hof ein. Es standen also demnach zeitgleich drei Mitglieder der Familie mit dem Namen Johann von Reuschenberg im Dienst des Herzogs. In diesem Zusammenhang ist es erwähnenswert, dass zu dieser Zeit Anna von Reuschenberg und ihre Schwester Margarethe Staatsjungfrauen der Herzogin Sybille waren.
1639 wurden der Oberst und Kommandant zu Wolfenbüttel Johannes Ernst (genannt „Johann“) von Reuschenberg, sowie dessen Bruder der Landkomtur des Deutschen Ordens Heinrich für ihre Verdienste vom Kaiser Ferdinand III. in den Reichsfreiherrenstand erhoben. Die Standeserhebung galt ebenfalls für deren Geschwister und Nachkommen, allerdings bezog sich diese ausschließlich für die Seitenlinie zu Setterich. Nichtsdestotrotz übernahmen auch die anderen Linien den Titel Freiherr oder Freifrau; nur das freiherrliche Wappen blieb den Herren zu Setterich vorbehalten.
Vermutlich Anfang des 19. Jahrhunderts starb mit dem letzten männlichen Nachkommen der Seitenlinie zu Selikum das Adelsgeschlecht von Reuschenberg aus.

### Reuschenberg zu Reuschenberg
| Stammliste von Reuschenberg zu Reuschenberg (ältere Linie)                                                                                                  |
| --- |
| 1. Gerard von Reuschenberg ⚭ N.N. 1. Cuno von Reuschenberg (→ Linie Reuschenberg zu Setterich) 2. Johann von Reuschenberg ⚭ N.N. 1. Johann von Reuschenberg |

| Stammliste von Reuschenberg zu Reuschenberg (jüngere Linie) |
| --- |
| 1. Konrad von Reuschenberg ⚭ Gertrud von Wailhuysen 1. Johann von Reuschenberg ⚭ 1. Aleid Hurt von Schöneck, 2. ⚭ Elisabeth Vels von Wevelinghoven 1. Conrad von Reuschenberg 2. Otto von Reuschenberg 3. Stephan von Reuschenberg 4. Wilhelm von Reuschenberg (→ Linie Reuschenberg zu Selikum) 5. Johann Wilhelm von Reuschenberg (→ Linie Reuschenberg zu Luppenau) 6. Hillaria von Reuschenberg ⚭ Herman von Bemmelsberg gen. Hoinstein 7. Jakob von Reuschenberg ⚭ Agnes von Eynatten 1. Elisabeth von Reuschenberg ⚭ Godart von Harff zu Harff 2. Jacob von Reuschenberg 3. Franz von Reuschenberg ⚭ Hermana von Steprath zu Höngen und Erp 1. Johann von Reuschenberg ⚭ Agnes von Brempt zu Vlassrath 2. Anna von Reuschenberg ⚭ Johann Carl Josef Freiherr Kolff von Vettelhoven zu Hausen 3. Margarethe von Reuschenberg ⚭ Jobst von Werminghausen 4. Agnes von Reuschenberg ⚭ Ludbert von Wendt zu Holtfeldt 5. Maria Sophia von Reuschenberg ⚭ Heinrich Spies von Büllesheim zu Bubenheim 6. Elisabeth Maria von Reuschenberg 7. Heinrich von Reuschenberg |

13. Jahrhundert
Archäologische Untersuchungen belegen, dass die Burg Reuschenberg nach ihrer Erbauung um 1250 nur relativ kurz bewohnt war. Die Gebäude verfielen anschließend und wurden erst im Laufe des 15. Jahrhunderts wieder errichtet. Erstmals wird 1278 mit Cuno de Rusenberg ein Mitglied der Familie erwähnt. Wahrscheinlich ist er identisch mit dem Vogt zu Esch, welcher 1287 als „Ritter C.“ erwähnt wurde. In diesem Jahr verpachtete Abt Godfried vom Kloster Pantaleon den Hof Esch dem zuvor erwähnten Ritter und seiner Frau.
14. Jahrhundert

Entwicklung der Linie zu Reuschenberg

Um 1314 lässt sich Wolter von Esch gnt. Reuschenberg als Schultheiß zu Esch nachweisen. Den klösterlichen Fronhof zu Esch erbte nach seinem Tod sein ältester Sohn Theoderich Runhard von Esch. Dessen Bruder Gerard von Reuschenberg versuchte 1337 vergeblich ihm das Erbe streitig zu machen. Gerard kann insofern als Begründer der Linie zu Reuschenberg gelten, als dass er als erster mit dem Reuschenberg’schen Stammwappen ohne die Darstellung einer Lilie im Balken siegelte. Gerard hatte mindestens zwei Söhne: Johann und der nachgeborene Cuno.
15. Jahrhundert
Johann, Sohn von Johann, wurde 1412 als Knappe und Burgmann zu Bergheim erwähnt. Die Hauptlinie zu Reuschenberg endete zunächst mit dessen Tod vor 1435. Das Erbe ging anschließend an seinen gleichnamigen Cousin Johann von Reuschenberg zu Setterich, welcher seinerseits nur wenig später verstarb. Dessen Sohn Conrad erbte die Güter zu Reuschenberg und begründete so erneut die Linie zu Reuschenberg. Die Hauptlinie lässt sich folglich in eine ältere Linie und eine jüngere Linie unterteilen. Diese Unterteilung ist zu unterscheiden von der seit dem 17. Jahrhundert in vielen Publikationen erwähnte „jüngere“ und „ältere Linie“. Die Definition dieser früheren These bezieht sich darauf, dass sich die Linien zu Reuschenberg und zu Setterich bereits vor 1400 unabhängig voneinander entwickelten.
Johann, Sohn von Conrad, war einer der Erben seines Onkels Harper von Reuschenberg. Von diesem erbte er 1482 die Burg Laufenburg (Louvenberg), beziehungsweise wurde damit belehnt. Harper selbst wurde 1469 erstmals als Herr zu Louvenberg erwähnt. Die weiteren Besitzverhältnisse der Höhenburg bei Langerwehe konnten bislang nicht geklärt werden. Vermutlich blieb der Rittersitz für einige Generationen im Besitz der Herren zu Reuschenberg. Erst 1560 wurde mit Johann von Reuschenberg zu Luppenau wieder ein Herr von Louvenberg erwähnt (→ Reuschenberg zu Luppenau).
16. Jahrhundert
Die Brüder Conrad und Otto von Reuschenberg, beides Söhne von Johann, fielen 1552 während der Belagerung von Metz (→ Fürstenaufstand). In dieser kriegerischen Auseinandersetzung versuchten die kaiserlichen Truppen in den Jahren 1552 und 1553 vergeblich die französische Festung zu erobern. 1570 wurde deren Neffe Franz von Reuschenberg, Sohn von Jacob, mit dem Burghof zu Erb belehnt.
Heinrich, Sohn von Franz von Reuschenberg, war Oberstleutnant im Regiment von Oberst la Barotte unter der Führung von Moritz von Oranien. Er fiel in der Schlacht bei Turnhout (→ Spanisch-Niederländischer Krieg).
17. Jahrhundert
1608 wurde der Burghof zu Erb mit Haus und Hofgebäuden an den Abt des Klosters von Siegburg verkauft.
Die jüngere Linie zu Reuschenberg endete 1622 mit dem Tod von Johann, Sohn von Franz. Burg Reuschenberg ging als Teil des Erbes in den Besitz seiner Töchter, beziehungsweise deren Ehemänner über. Nach Erbstreitigkeiten übernahm 1635 Dietrich von Zweibrüggen den ehemaligen Stammsitz und verkaufte diesen einige Jahre später an die Familie von Hanxler. 1670 überlässt der schwer kranke Hermann von Hanxler die Burg Reuschenberg seinem Halbbruder Jobst Edmund von Reuschenberg zu Setterich.

### Reuschenberg zu Setterich
| Stammliste von Reuschenberg zu Setterich |
| --- |
| 1. Konrad (Cuno) von Reuschenberg ⚭ Agnes (Nesa) von Setterich 1. Adelheid (Aleid) von Reuschenberg 2. Annegret (Grietgin) von Reuschenberg 3. Johann von Reuschenberg ⚭ Catharina von Heinsberg 1. Elisabeth von Reuschenberg ⚭ Dietrich von Betgenhausen zu Betgenhausen 2. Barbara von Reuschenberg ⚭ Gerhard von der Linden gnt. van den Eychoultz 3. Catharina von Reuschenberg 4. Grietgin von Reuschenberg 5. Harper von Reuschenberg ⚭ Mechtild (Mettel) von der Horst 1. Christine (Styng) von Reuschenberg 6. Conrad von Reuschenberg (→ Linie Reuschenberg zu Reuschenberg) 7. Heinrich von Reuschenberg ⚭ 1. Heilwich von Horrich, 2. ⚭ Gertrud Ketge von Ringsheim 1. Conrad von Reuschenberg 2. Heinrich von Reuschenberg (→ Linie Reuschenberg zu Eicks und Rurich) 3. Johann von Reuschenberg ⚭ Maria Margarethe von Grein zu Overbach und Hasenfeld 1. Maria von Reuschenberg 2. Katharina von Reuschenberg 3. Franz von Reuschenberg 4. Johann Wilhelm von Reuschenberg 5. Johann Wilhelm von Reuschenberg 6. Anna von Reuschenberg 7. Margaretha von Reuschenberg ⚭ Johann von Holtorf zu Bollendorf 8. Katharina von Reuschenberg ⚭ Gillis von Eynatten zur Neuerburg 9. Maria Katharina von Reuschenberg 10. N.N. von Reuschenberg 11. Edmund von Reuschenberg ⚭ Philippina von Nesselrode zu Holtrop 1. Gertrud von Reuschenberg 2. Winand von Reuschenberg 3. Wilhelm von Reuschenberg (→ Linie Reuschenberg zu Overbach und Rochette) 4. Maria Agnes von Reuschenberg ⚭ Caspar Huyn van Amstenrade zu Hausen 5. Johann Heinrich von Reuschenberg 6. Johann von Reuschenberg ⚭ 1. Maria von Gülpen, ⚭ 2. Julante Huyn von Amstenrath zu Rivieren 1. Catharina von Reuschenberg 2. Maria von Reuschenberg 3. Edmund von Reuschenberg ⚭ Anna von Schwarzenberg zu Hohenlandsberg 1. Agnes von Reuschenberg 2. Claudia von Reuschenberg 3. Anna Maria von Reuschenberg ⚭ 1. Johann Wilhelm von Wittenhorst zu Endt und Holtum, 2. ⚭ Alexander von Cortenbach 4. Johannes Ernst von Reuschenberg 5. Heinrich von Reuschenberg 6. Franz von Reuschenberg 7. Edmund von Reuschenberg ⚭ Anna Maria von Werminghausen 1. Anna Margaretha von Reuschenberg ⚭ Johann Bernhard von dem Bongart und Rickolt 2. Johannes Franz von Reuschenberg 3. Philippina Agnes von Reuschenberg ⚭ Degenhard von Wolff-Metternich zu Gracht, Rath und Vorst 4. Johannes von Reuschenberg 5. Jobst Edmund von Reuschenberg ⚭ 1. Catharina Maria Antoinette von Virmond 1. Johann Severinus von Reuschenberg 2. Anna Margaretha Agnes von Reuschenberg 3. Maria Odilia Godfrieda von Reuschenberg ⚭ 1. Franz Damian Wilhelm von Bourscheid zu Burgbrohl, ⚭ 2. Ferdinand Waldbott von Bassenheim zu Bornheim und Olbrück 4. Anna Maria von Reuschenberg ⚭ Leonhard Maximilian Cleuter (bürgerlich) 5. Philippa von Reuschenberg 6. Olympia von Reuschenberg 7. Anna Gertrud Maria von Reuschenberg 8. Alexander Ambrosius Johannes von Reuschenberg ⚭ Maria Elisabeth Raitz von Frentz zu Kendenich 1. Johannes Sigismund Wilhelm von Reuschenberg 2. Jobst Edmund Franz Christoph von Reuschenberg ⚭ 1. Maria Agnes Odilia Therese von Goltstein zu Breil 1. Maria Elisabeth Theresia Alexandra von Reuschenberg ⚭ N. N. von Hoen zu Neuchâteau 3. Jobst Edmund Franz Christoph von Reuschenberg ⚭ 2. Maria Klara Emerentia Sofia von Virmond zu Neersen 1. Maria Luise Anna Franziska von Reuschenberg (→ Linie Reuschenberg zu Selikum) 2. Maria Theresia Odilia Ambrosia von Reuschenberg ⚭ Johann Maximilian Franz von Coudenhove zu Fraiteur und Setterich 3. Maria Felicitas Odilia Franziska von Reuschenberg 4. Maria Adolphina Theresa Catharina Sophia von Reuschenberg ⚭ Franz Karl von Forstmeister zu Gelnhausen 6. Jobst Edmund von Reuschenberg ⚭ 2. Maria Cleuter (bürgerlich) 1. Maria Philippine Ernestina von Reuschenberg ⚭ 1. Franz Friedrich von Andler, 2. ⚭ Rudolf Christoph Graf von Witten |

14. Jahrhundert
Die Seitenlinie zu Setterich wurde von Cuno von Reuschenberg und dessen Ehefrau Nesa von Setterich vermutlich um 1360 begründet. Nesa brachte nach dem Tod ihres Vaters Johann von Louvenberg Setterich mit in die Ehe. Diese Nebenlinie war nicht nur die älteste, sondern auch die einflussreichste Linie innerhalb der Sippe. Macht und Einfluss des Hauses Setterich lassen sich auf die Tatsache zurückführen, dass Setterich eine jülich’sche Unterherrschaft war. Damit einher ging das Recht der Besitzer an den sogenannten Unterherrentagen teilzunehmen. Das wiederum erhöhte die Chance die Politik des Herzogs beeinflussen zu können, sowie sich attraktive Positionen am Hof oder der Landesherrlichen Verwaltung zu sichern. Mit dem Tod von Johann von Louvenberg wurde dessen Erbe unter seinen zwei Töchtern aufgeteilt. Nesa erhielt das Dorf und die Unterherrschaft Setterich, während Elisabeth Eicks und Louvenberg erhielt. Offenbar verstarb ihre Schwester und deren Ehemann kinderlos, denn Harper von Reuschenberg aus dem Hause Setterich wurde ab Mitte des 15. Jahrhunderts als Herr von Eicks und Louvenberg erwähnt. Weniger bekannt war bislang, dass Cuno und Nesa neben ihrem Sohn Johann auch noch zwei Töchter hatten. Kurz nach dem Sturz der Patrizier im Jahr 1396 (→ Kölner Verbundbrief) erklärte ihr Sohn gemeinsam mit anderen landadeligen Ritter der Reichsstadt Köln die Fehde.
15. Jahrhundert
Knapp vier Jahre nach Beginn der Fehde schloss Johann von Reuschenberg mit den Ratsherren der Stadt Köln einen Waffenstillstand. Um 1432 wurde er von Johann von Pallandt entführt und über längere Zeit gefangen gehalten. Herzog Adolf VII. von Jülich forderte 1434 den Herrn von Pallandt zum wiederholten Mal auf, diesen wieder freizulassen. Wann dieser letztlich wieder frei kam, ist nicht überliefert. Johann verstarb jedoch noch vor 1436 und hinterließ seinem Sohn Heinrich die Unterherrschaft Setterich.
Heinrich von Reuschenberg erbte 1446 die Burg Streversdorp von seinem verstorbenen Schwiegervater Johann von Horrich. Erst 1475 verkaufte er die Festung wieder an seinem Schwager Johann, dem gleichnamigen Sohn seines Schwiegervaters. Spätestens 1469 erklärte er der Reichsstadt Köln die Fehde. Seine Worte an den Boten der Stadt sind schriftlich überliefert und zeugen von einem überraschend robusten Selbstbewusstsein:

„Ich heyssche Heynrich Ruysschenberg, Herre zo Setterich, die kerle schryvent sich boyven an, off weren sy eyn hertzogh van Bourgondien ind synt doch wever, schroeder, smede ind schoenmecher ind alreleye luyde ind dartzo duwent sy mich in yren brieven ind trotzent myr mit etlichen worden.“

Offensichtlich war der Unterhändler trotz der schwierigen Ausgangslage erfolgreich, denn Heinrich legte noch im selben Jahr vor dem Rat der Stadt Köln die Urfehde ab. Die Herrschaft Setterich wurde 1470, unabhängig von der Fehde mit der Stadt Köln, im Auftrag des Kölner Erzbischofs Ruprecht angegriffen. Angeblich hatte ein Einwohner Setterichs im Erzbistum einen Raub durchgeführt. Der Erzbischof kündigte Heinrich eine Fehde mit „rouffe, brant ind doitslach“ an.
Johann von Reuschenberg, der älteste Sohn von Heinrich, erbte 1484 von seinem Onkel Harper das freiadelige Haus Eicks und Ländereien. Im Jahr 1500 wurde sein Bruder Heinrich von Reuschenberg als Herr zu Eicks erwähnt, dem späteren Gründer der Seitenlinie zu Eicks und Rurich. Offenbar hat Johann noch vor 1500 ihm die Güter zu Eicks überlassen.
16. Jahrhundert
Maria Grein von Aldenhoven, Ehefrau von Johann, brachte Haus Overbach mit in ihre Ehe ein. Nach einem Vertrag von 1535 erbte offenbar der Artilleriemeister und spätere jülich’sche Rat Johann von Reuschenberg, Sohn von Johann, diesen Adelssitz von seinen Eltern.
Die herausgehobene Stellung des Hauses Setterich unter den jülich’schen Landadel lässt sich dadurch belegen, dass Edmund von Reuschenberg, ebenfalls ein Sohn von Johann, spätestens 1525 zum Vertreter des niederländisch-westfälischen Kreises im Rahmen des Reichsregimentes unter Kaiser Karl V. ernannt wurde. Edmunds Ehefrau Philippina von Nesselrode erbte die Burg Holtrop von ihren Eltern und brachte somit den Rittersitz mit in die Ehe ein. Nach ihrem Tod ging der Rittersitz an ihren Sohn den Erbmarschall Wilhelm von Reuschenberg und damit an die Seitenlinie zu Overbach und Rochette.
Nach dem Ewigen Landfrieden lässt sich zumindest für die Familie von Reuschenberg keine Fehde mehr nachweisen. Sie wurden offenbar ab dem 16. Jahrhundert in erster Linie von überregionalen Konflikten konfrontiert. So wurde 1542/43 die Burg Setterich während des 3. Geldrischen Erbfolgekrieg überfallen und niedergebrannt. Mit der Reformation veränderten sich die politischen Rahmenbedingungen für das Herzogtum Jülich-Berg. Als Mitglied der herzoglichen Gesandtschaft nahm der jülich’sche Rat (Johann) Wilhelm von Reuschenberg im Jahr 1555 am Reichstag zu Augsburg teil und gehörten damit zu den Gründungsvätern des Augsburger Religionsfrieden. Obwohl Herzog Wilhelm V. von Jülich-Kleve-Berg versuchte sich konfessionell neutral zu verhalten, befand sich das Herzogtum, insbesondere ab Mitte des 16. Jahrhunderts, zunehmend im Spannungsfeld der machtpolitischen Interessen der katholischen Dynastie der Habsburger (Spanische Niederlande und Österreich) einerseits und der protestantischen Fürsten andererseits. Die Ernennung eines Erziehers für den ältesten Sohn Wilhelms V. war insofern eine Angelegenheit auf höchster politischer Ebene. So bat der spanische Gesandte Luis de Requesens im Jahr 1575 den bayrischen Herzog Albrecht V. seinem Schwager Herzog Wilhelm V. dem Marschall Johann von Reuschenberg zu Setterich, Sohn von Edmund, als künftigen Hoffmeister zu empfehlen. Ziel war es dem zukünftigen Erbfolger Wilhelms V. einen katholischen Erzieher zur Seite zu stellen.
Edmund von Reuschenberg, Sohn von Johann, heiratete um 1590 Anna von Schwarzenberg zu Hohenlandsberg. Annas Stiefmutter Margarethe T’Serclaes war die Schwester des katholischen Feldmarschalls Graf von Tilly. Diese verwandtschaftlichen Beziehungen trugen wahrscheinlich mit dazu bei, dass Johannes Ernst, Sohn von Edmund von Reuschenberg und Anna von Schwarzenberg, später als junger Offizier im Regiment „Geleen“ dienen durfte. Bei diesem Regiment handelt es sich um das ehemalige Eliteregiment „Anholt“. Dieses galt insbesondere in den frühen 1620er Jahren als Kaderschmiede der Bayerischen Armada.
17. Jahrhundert
Edmund von Reuschenberg, ebenfalls ein Sohn von Edmund, kam 1629 durch eine Erbschaft seiner Frau Anna Maria von Werminghausen in den Besitz von Burg Klusenstein bei Hemer. Anna Marias Mutter war Margarethe von Reuschenberg zu Reuschenberg, eine Tochter von Franz.
Die Brüder Johannes Ernst und Heinrich Friedrich von Reuschenberg zu Setterich, beides Söhne von Edmund und seiner Frau Anna, wurden 1639 für ihre Verdienste während des Dreißigjährigen Krieges vom Kaiser Ferdinand III. in den Reichsfreiherrenstand erhoben. 1648 übernahm für kurze Zeit der Feldmarschall Johannes Ernst Freiherr von Reuschenberg als stellvertretender kaiserlicher Generalfeldmarschall das Oberkommando über die vereinigte kaiserlich-bayerische Armee. Für seine Verdienste für das Hildesheimer Stift wurde ihm im Jahr darauf das Amt Vienenburg bei Goslar, übertragen.
Hermann Adrian Theodor von Hanxler verkauft 1670 seinem Halbbruder Jobst Edmund von Reuschenberg, Sohn von Edmund, die Burg und Güter zu Reuschenberg, welche bis zum Erlöschen dieser Linie Mitte des 18. Jahrhunderts in deren Besitz blieb. Jobst Edmund berichtete im Jahr 1684, dass jülich’sche Soldaten das Haus Setterich überfallen haben. In welchem Zusammenhang dieser Überfall stand, ist bislang noch unklar.
Alexander Ambrosius Johannes Freiherr von Reuschenberg, Sohn von Jobst Edmund, heiratete 1671 Maria Elisabeth Freiin Raitz von Frentz. Diese brachte als Erbin der Burg Neuerburg bei Neuss-Rosellen den Rittersitz mit in die Ehe ein.
1691 erbte Johann Sigismund Wilhelm Freiherr von Reuschenberg, Sohn von Alexander Ambrosius, von seiner Tante Amalie Agatha von der Leyen geb. von Frentz das Haus Saal südwestlich von Lückerath. Nach 1745 wurde das Haus an den kölnischen Bürgermeister Melchior Rutger von Kerich verkauft. Ein Jahr später übernahmen Johann Sigismund Wilhelm und dessen Bruder Jobst Edmund mit der Burg und Herrlichkeit von Kendenich in Hürth-Kenedich einen weiteren Erbteil ihrer Tante.
18. Jahrhundert
Spätestens mit Beginn des 18. Jahrhunderts standen die Schulden der Familie in keinem ausgeglichenen Verhältnis zu den Einnahmen mehr. Insbesondere der katholische Domherr zu Trier und Hildesheim Johann Sigismund Wilhelm Freiherr von Reuschenberg gab sprichwörtlich ein Vermögen für seine langjährigen Reisen durch Europa, sowie den Ankauf von zum Teil seltenen Büchern aus. Er setzte sich später in einer Reihe von Briefen mit dem Philosophen Leibniz über konfessionelle Differenzen auseinander. Offenbar schätzte der protestantische Gelehrte den streitbaren Domherren, denn er schrieb 1702, dass der Freiherr von Reuschenberg zum großen Verlust für das öffentliche Wohl von einem frühen Tod hinweggerafft wurde.
Die uneheliche geborene Maria Philippine Ernestina Freiin von Reuschenberg zu Setterich, Tochter von Jobst Edmund, wurde 1717 in den Sternkreuzorden für hochadelige Damen aufgenommen. Ihre adelige Halbschwester Odilia Godefrieda Freifrau von Reuschenberg zu Setterich war wahrscheinlich zu diesem Zeitpunkt bereits Mitglied des Ordens. Ermöglicht wurde die Aufnahme vermutlich jeweils durch deren gräflichen Ehemänner. Damit befanden sie sich die beiden Halbschwestern im direkten Umfeld der österreichischen Kaiserin. Zweifellos eine ungewöhnliche Karriere für landadelige Damen aus dem Rheinland. Offenbar hielten sich nicht nur die beiden Schwestern in Wien auf, denn ein junger Freiherr von Reuschenberg schaffte es am Wiener Hoftheater als Hauptdarsteller einer Komödie die besondere Aufmerksamkeit der Kaiserin Maria Theresia auf sich zu ziehen.
Die Seitenlinie zu Setterich endete 1745 mit dem Tod von Jobst Edmund. Aufgrund der finanziellen Belastungen musste der gesamte Besitz 1746 versteigert werden.

### Reuschenberg zu Eicks und Rurich
| Stammliste von Reuschenberg zu Eicks und Rurich |
| --- |
| 1. Heinrich von Reuschenberg ⚭ Sophie von Rurich 1. Adam (Daem) von Reuschenberg 2. Heilwig von Reuschenberg 3. Margaretha von Reuschenberg ⚭ Stefan von Stommel zu Stockem 4. Heinrich von Reuschenberg ⚭ 1. Agnes von Boedberg 1. Heilwig von Reuschenberg 2. Heinrich von Reuschenberg 5. Heinrich von Reuschenberg ⚭ 2. Anna von Gymnich zu Vischel 1. Margaretha von Reuschenberg ⚭ Adolf von Merfeldt zu Merveldt 2. Anna Maria von Reuschenberg ⚭ Hermann von Hompesch zu Tetz, Eicks, Frauenberg und Bolheim 3. Johann von Reuschenberg 4. Maria von Reuschenberg 5. Adolpha von Reuschenberg 6. Heinrich von Reuschenberg ⚭ Barbara Scheiffart von Merode zu Nörvenich 1. Reinhard Dietrich von Reuschenberg |

16. Jahrhundert

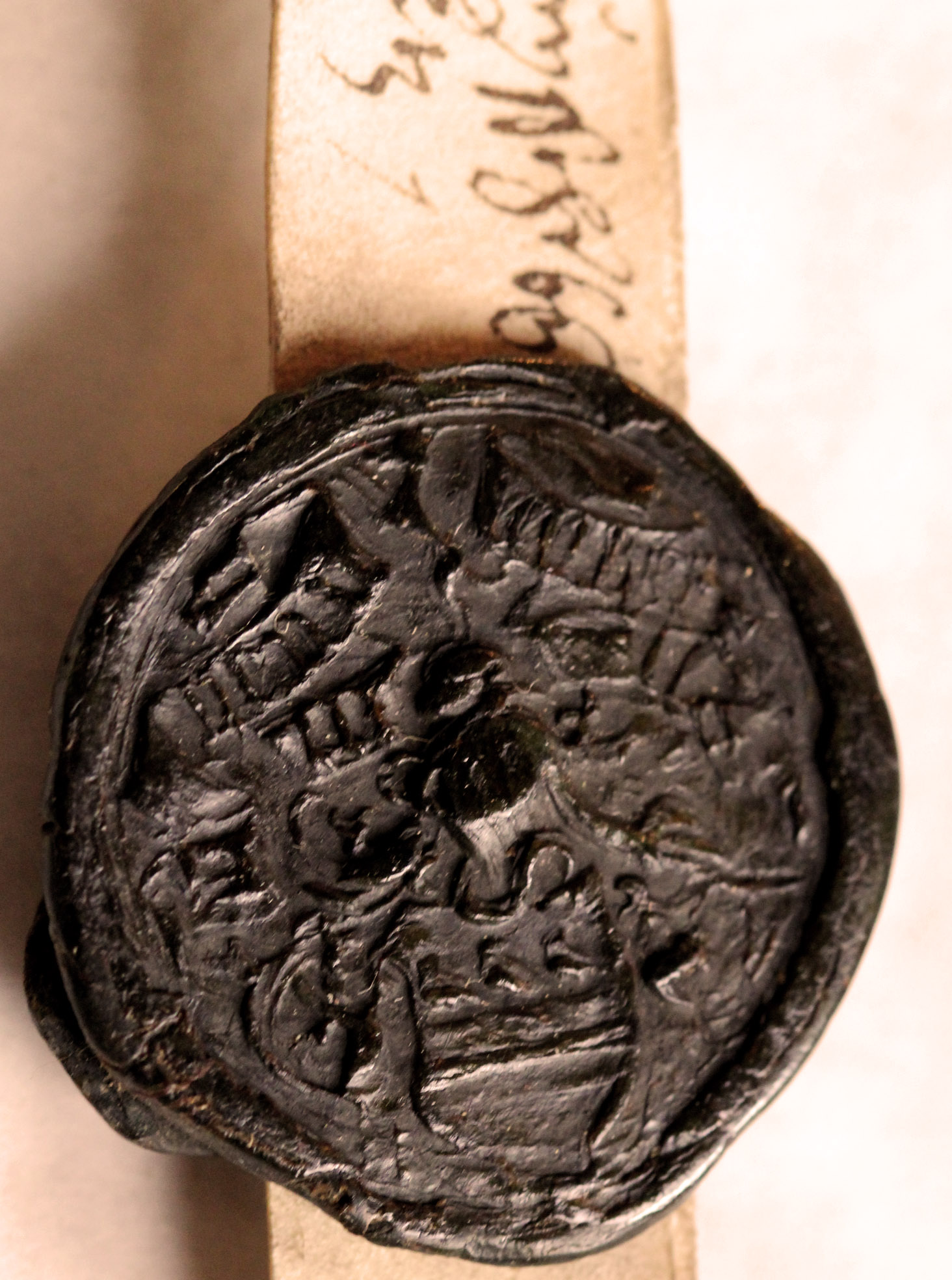
Siegel Heinrichs von Reuschenberg zu Eicks (1521)

Diese Seitenlinie entwickelte sich Anfang des 16. Jahrhunderts durch die Heirat von Heinrich, dem Sohn von Heinrich von Reuschenberg zu Setterich, und Sophie von Rurich, welche als Erbin das Haus Rurich mit in die Ehe einbringt.
Heinrich erhält noch vor 1500 die Güter zu Eicks von seinem Bruder Johann von Reuschenberg zu Setterich. Der Besitz der Herrlichkeit Eicks war schon seit längerer Zeit umstritten. So kam es aufgrund dieser Streitigkeiten bereits 1450 zwischen Harper von Reuschenberg zu Setterich und den Grafen von Virnenburg und Saffenburg zu einer Fehde. Die Tatsache, dass die Herrlichkeit Eicks nur zu einem Teil den Herren von Reuschenberg gehörte, führte in Folge zu Streitigkeiten mit den Herren von Pallandt. Die langwierigen Auseinandersetzungen zogen sich bis in das Jahr 1576, als Johann von Pallandt zu Issem schließlich seinen Anteil an die Witwe Anna von Reuschenberg, geb. von Gymnich verkaufte.
Vermutlich in den 1530er Jahren trat Heinrich von Reuschenberg (der Ältere) zum Calvinismus über. Bei einem Verhör um 1535 gab der Priester Giesbert van Breberen an, dass er das heilige Sakrament bei dem von Reuschenberg zu Rurich in beiderlei Formen empfangen habe (und damit evangelisch war). Van Breberen fiel vor allem durch seine Reise zu den Wiedertäufer nach Münster auf. Der Augustinermönch und spätere Wiedertäufer Johann Klopreis gab ebenfalls an einem Reuschenberg gekannt zu haben. Angeblich hatte er bei diesem übernachtet.
Heinrich der Ältere erbt 1534 die Burg Stockem bei Eupen, überlässt diese aber 1545 Johann von Groesbeek, dem Ehemann seiner Nichte Sophie von Stommel.
Heinrich, der Sohn von Heinrich (der Jüngere) und seiner ersten Frau Agnes von Boedberg, entführte 1567 die Nonne Elisabeth von Horrich und heiratete diese anschließend. Sehr wahrscheinlich war er psychisch krank, denn er wurde auch als „irrsinnig“ bezeichnet. Seine Familie hatte offenbar wenig Verständnis für seine Lage und verstieß ihn.
Johann von Reuschenberg zu Eicks und Rurich, Sohn von Heinrich (der Jüngere) und seiner zweiten Frau Anna von Gymnich, war zunächst Domherr zu Trier, bevor er 1582 resignierte. Noch im Frühjahr desselben Jahres wurde er zum Procurator der Universität Orléans gewählt. Er ertrank allerdings nur wenige Monate später beim Baden in der Loire bei Orléans.
1594 wird Heinrich von Reuschenberg, Sohn von Heinrich (der Jüngere) und seiner zweiten Frau Anna von Gymnich, als Besitzer der Unterherrschaft Neurath erwähnt. Seine Ehefrau Barbara Scheiffart von Merode brachte als Erbin der halben Herrlichkeit Neurath dieser Güter mit in die Ehe ein. Ihr einziger gemeinsamer Sohn und Erbe Reinhard Dietrich verstarb 1612 in Düsseldorf. Mit seinem Tod erlosch die männliche Erbfolge der Linie zu Eicks und Rurich.
17. Jahrhundert
Im Jahr 1648, wurde Anna von Reuschenberg, geb. von Gymnich, und ihrer Tochter Anna Maria wegen ihrer „unkatholischen“ Religionsausübung verhört.

### Reuschenberg zu Overbach und Rochette
| Stammliste von Reuschenberg zu Overbach und Rochette |
| --- |

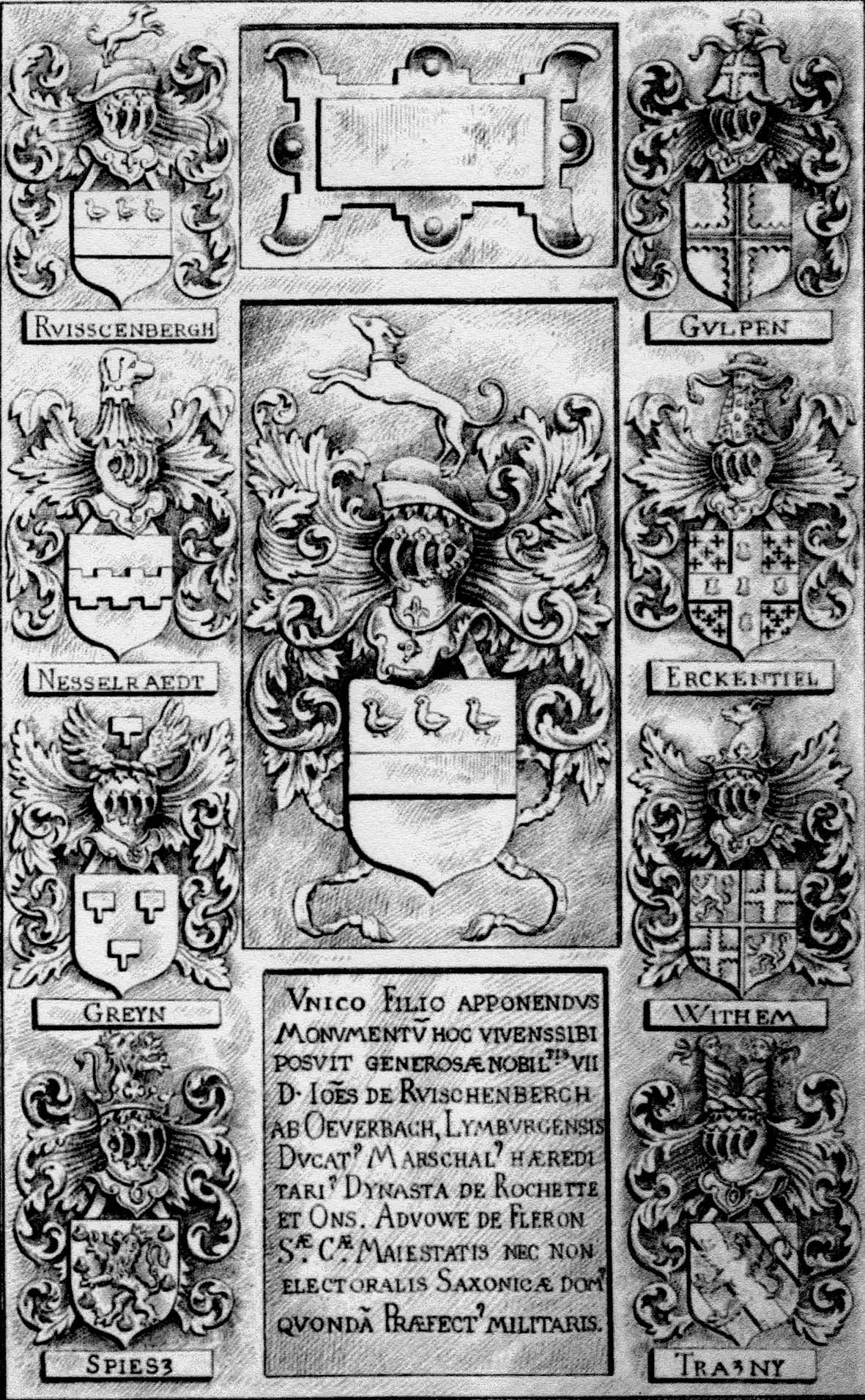
Epitaph des Johann von Reuschenberg zu Overbach

| 1. Wilhelm von Reuschenberg ⚭ Margarethe von Gülpen zu Roschette 1. Emund von Reuschenberg 2. Johann von Reuschenberg ⚭ 1. Margarethe von Loë zu Palsterkamp, 2. ⚭ Maria Sibylle von Plettenberg zu Schwarzenberg 1. Constance von Reuschenberg ⚭ Jodocus von Kerckhoven 2. Edmund von Reuschenberg 3. Philippine von Reuschenberg ⚭ Adolf von Cortenbach zu Helmont und Oeckene 4. Adam von Reuschenberg 5. Gertrud von Reuschenberg 6. Wilhelm von Reuschenberg 7. Johanna von Reuschenberg 8. Franz von Reuschenberg 9. Elisabeth von Reuschenberg 10. Anna von Reuschenberg 11. Catharina von Reuschenberg 12. Florenz von Reuschenberg 13. Agnes von Reuschenberg 14. Heinrich von Reuschenberg 15. Maria von Reuschenberg 16. Catharina von Reuschenberg 17. Margarethe von Reuschenberg |

16. Jahrhundert
Wilhelm von Reuschenberg begründete Mitte des 16. Jahrhunderts mit seiner Frau Margarethe von Gülpen die Seitenlinie zu Overbach und Rochette. Margarethe war die Erbin von Rochette und brachte diesen Adelssitz mit in die Ehe. Nach dem Tod ihres Vaters erbte Wilhelm auch dessen Titel „Erbmarschall von Limburg“ und konnte so seinen Einfluss in zwei Herzogtümern gelten zu machen. Es konnte bislang weder das Datum seines Todes, bzw. seines Begräbnisses, noch der Ort seiner Grabstätte eindeutig belegt werden. Die verfügbaren Quellen widersprechen sich und geben die Jahre 1585, 1586 oder 1587 als Todesjahr an. Darüber hinaus existieren von ihm zwei Grabsteine: einer in der Kirche St. Martinus im Jülicher Stadtteil Barmen und der andere in der belgischen Ortschaft Fonds de Forêt.
Während des Truchsessischen Krieges entführten „Freibeuter“ Edmund von Reuschenberg zu Overbach, dem ältesten Sohn von Wilhelm. Dieser war der Komtur der Deutschordenskommende Ramersdorf. Bauern aus der Umgebung stellten die Entführer und befreiten ihn anschließend.
17. Jahrhundert
Der Domherr zu Lüttich und Münster Heinrich von Reuschenberg zu Overbach, ein weiterer Sohn von Wilhelm, wurde 1605 des Landesfriedensbruchs angeklagt. Zuvor überfielen der Dekan des Stiftes Lüttich mit seinen Verbündeten Burg Horn. Heinrich wurde als Verwalter eingesetzt und ließ den zu Verhandlungen angereisten Burgherren Rene de Cerclair einkerkern. Er wurde anschließend wegen seiner Vorgehensweise kritisiert und zur Rechtfertigung zum Landtag geladen. Als studierter Jurist war es ihm allerdings offenbar möglich sein Vorgehen weitestgehend zu rechtfertigen.
Die Witwe Philippine von Reuschenberg zu Overbach, Tochter von Wilhelm, verhandelte während des niederländisch-spanischen Krieges mit Moritz von Oranien und erreichte für die Stadt Helmond einen neutralen Status.
Eine weitere Tochter Wilhelms war die Äbtissin und Zisterzienserin Anna von Reuschenberg zu Overbach. Diese wehrte sich nachhaltig gegen die strengen Vorschriften ihres Ordens und wurde aufgrund dessen 1626 zu einer Kerkerhaft verurteilt. Wenige Jahre später besuchte sie die Heilquellen in Aachen, wo sie vermutlich an den Folgen der Haft verstarb.
Johann von Reuschenberg zu Overbach, Sohn von Wilhelm, wurde ab 1602 im Zusammenhang mit den Aachener Religionsunruhen mehrfach des Landfriedensbruch angeklagt. Während des während des Jülich-Klevischen Erbfolgestreits sicherte er 1610 vergeblich die Festungsstadt Jülich im Auftrag von Erzherzog Leopold gegen eine Allianz protestantischer Truppen unter Führung von Moritz von Oranien (siehe Belagerung von Jülich). In den folgenden Jahren rekrutierte in Lothringen bei Straßburg Soldaten und stellte diesen den bestehenden Regimentern des Erzherzog Leopold zur Verfügung. Im Jahr 1619, ein Jahr nach Beginn des Dreißigjährigen Krieges, wurde dem Oberst Reuschenberg ein Patent erteilt aus fünf Fähnlein das kaiserliche Regiment zu Fuß „Ruischenberg“ zu bilden. Dieses Regiment ist nicht zu verwechseln mit dem 1635 nach dem Oberst Johannes Ernst von Reuschenberg zu Setterich benannten Regiment „Ruischenberg“ (ehemals Regiment „Anholt“, später Regiment „Geleen“). Während des „Großen Krieges“ gab es zwei Obristen mit Namen Johann von Reuschenberg mit entsprechen gleichnamigen Regimentern. Mit seinem Tode im Jahr 1638 erlosch die männliche Erbfolge dieser Seitenlinie.

### Reuschenberg zu Selikum
| Stammliste von Reuschenberg zu Selikum |
| --- |
| 1. Johann Wilhelm von Reuschenberg ⚭ Maria Margarethe Spies von Büllesheim 1. Johann von Reuschenberg 2. Margarethe von Reuschenberg ⚭ Gerhard von Elmp zu Elmp 3. Wilhelm Heinrich von Reuschenberg ⚭ Elisabeth Staël von Holstein 1. Dietrich Stephan von Reuschenberg 2. Mechtild von Reuschenberg ⚭ 1. Georg von Neuhoff zu Elbroich, ⚭ 2. Otto Ludwig von Blanckart zu Ahrweiler 3. Anna von Reuschenberg 4. Maria von Reuschenberg 5. Elisabeth von Reuschenberg 6. Mechtild von Reuschenberg 7. Guda von Reuschenberg 8. Johann Wilhelm von Reuschenberg ⚭ Anna Maria von Bentinck zu Obbicht und Papenhoven 1. Johann Dietrich Theodor von Reuschenberg ⚭ 1. Maria Barbara von Wendt zu Holtfeld, ⚭ 2. Margarethe Christine Elise Gogreve zu Langewische 1. Johann Christian Arnold von Reuschenberg 2. Wilhelm Constantin von Reuschenberg 3. Mechtild Petronella von Reuschenberg 4. Johanna Maria Elisabeth von Reuschenberg 5. Heinrich Wilhelm von Reuschenberg ⚭ 1. Maria Elisabeth Freifrau von Harff zu Alsdorf, ⚭ 2. Agnes Antonetta von Claw 1. Maria Anna von Reuschenberg 2. Philipp Wilhelm von Reuschenberg 3. Carl Philipp von Reuschenberg 4. Goswin von Reuschenberg 5. Maria Walburga von Reuschenberg 6. Clara Anna Maria Ursula von Reuschenberg 7. Johann Theodor Ernst von Reuschenberg 8. Catharina Agnes von Reuschenberg ⚭ N.N. de Castelli 9. Maria Theodora von Reuschenberg 10. Balduin Philipp Friedrich von Reuschenberg ⚭ Maria Anna von Brünninghausen zu Hamm und Schimmelhof 1. Maria Alexandrina von Reuschenberg 2. Carolina von Reuschenberg 3. Maria Theresa von Reuschenberg 4. Johann Maria Georg von Reuschenberg ⚭ Maria Alexandrina von Cölln 5. Karl von Reuschenberg 6. Franz Carl Philipp von Reuschenberg ⚭ Maria Luise Anna Franziska von Reuschenberg zu Setterich 1. Carl Ambrosius von Reuschenberg ⚭ Maria Helena Tassier 1. Maria Johanna Leopoldine Ambrosia Helena von Reuschenberg ⚭ Lorenz de L'Eau 2. Franz Carl Ambrosius von Reuschenberg 2. Franz Edmund Joseph Johannes von Reuschenberg ⚭ Antonetta Francoise D' Alverado y Bracamonte, Frau zu Beaulieu 3. Maria Elisabeth Josephine Clementina Godfrieda von Reuschenberg 4. Ferdinand Franz Xaver Joseph von Reuschenberg 5. Eugen Theodor Franz Joseph von Reuschenberg 6. Johann Jakob Philipp Joseph von Reuschenberg 7. Maria Theresa Ambrosia Jakobina von Reuschenberg ⚭ Ernst Franz Freiherr von Bottlenberg gnt. Schirp gnt. Schirp zu Dürwiss 6. Heinrich Wilhelm von Reuschenberg ⚭ 2. Agnes Antonetta von Claw |

Das Stammhaus derer zu Selikum befand sich im Gegensatz zu den der anderen Linien im Bereich des Kurfürstentums Köln nahe der Stadt Neuss.
16. Jahrhundert
Johann Wilhelm von Reuschenberg wurde 1549 mit Haus und Gütern zu Selikum belehnt. Der Rittersitz wurde 1583 während des Truchsessischen Krieges schwer beschädigt. Zwei Jahre später wurde das zum Besitz der Familie gehörige Haus in der Stadt Neuss ebenfalls ausgeplündert und 1586 niedergebrannt.
17. Jahrhundert
Von den wirtschaftlichen Schäden erholte sich die Familie längerfristig nicht mehr, so dass der Adelssitz 1699 schließlich versteigert wurde. Der Verlust ihres Stammhauses hatte sehr wahrscheinlich auch einen negativen Einfluss auf die soziale Stellung der Familie. Es ist daher wenig verwunderlich, dass „Selikum“ weiterhin als Zuname geführt wurde.
Vergleichsweise viele Töchter der Familie machten Karriere innerhalb einer Ordensgemeinschaft. So wurden gleich drei Töchter von Wilhelm Heinrich von Reuschenberg und Elisabeth Staël von Holstein Äbtissinnen. Anna in der Abtei Susteren bei Roermond, Maria im adeligen Frauenstift St. Hippolyt in Gerresheim und Guda im Kloster St. Maria im Kapitol zu Köln. Ihr Bruder Dietrich Stephan von Reuschenberg wurde Komtur des Deutschen Ordens.
18. Jahrhundert
Die Bedeutung des verwandtschaftlichen Netzwerks für den Familienverband von Reuschenberg lässt sich an folgender Begebenheit gut darstellen: In dem Religionsrezess von 1672 wurde festgelegt, dass in trikonfessionellen Stiften jede Konfession zu einem Drittel vertreten sein muss. Die Äbtissin des ostwestfälischen Stifts Schildesche verlieh dennoch entgegen den Bestimmungen eine frei werdende Präbande nicht einer katholischen Dame, sondern ihrer evangelische Nichte. Mehrere katholische Stiftsdamen beschwerten sich daraufhin beim Paderborner Bischof von Wolff-Metternich, einem Sohn Degenhards und seiner Frau Philippina Agnes von Reuschenberg zu Overbach. Der Bischof intervenierte erfolgreich bei dem preußischen König Friedrich I. und ernannte 1706 Maria (Walburga?) von Reuschenberg zu Selikum zur Kanonisse.
Der Benediktiner und Domkapitular Carl von Reuschenberg zu Selikum, vermutlich ein Sohn von Franz Carl Philipp,
unterlag 1758 bei der Wahl zum Fürstabt des Stifts Corvey nur knapp seinem Kontrahenten. Als Abt hätte er einen Sitz und Stimme im Reichsfürstenrat des Reichstages innegehabt. 1760 übernahm er noch während des Siebenjährigen Krieges die Pfarrei von Höxter-Ovenhausen. Carl von Reuschenberg versuchte während seiner dreijährigen Tätigkeit der notleidenden Bevölkerung mit allen ihm zur Verfügung stehenden Mitteln zu helfen. Für seine aufopferungsvolle Art wurde von er von den Dorfbewohnern verehrt.
Die Herren zu Selikum konnten ab spätestens Mitte des 18. Jahrhunderts landesherrliche Posten besetzen. Das kostspielige Leben am Hof führte allerdings zu einer Schuldenlast, welche die Familie zum wiederholten Mal in den finanziellen Ruin trieb. Insbesondere Franz Edmund Joseph von Reuschenberg, Sohn von Franz Carl Philipp, scheint diesbezüglich eine nicht zu unterschätzende Rolle gespielt zu haben. Es ist bemerkenswert, dass er 1761 vor dem Reichskammergericht wegen Wechselbriefschulden, sowie um unbezahlte Schuhe und Strümpfe angeklagt wurde. Bis 1778 hat sich die Situation offenbar soweit verschlechtert, dass Franz Edmund Joseph insgesamt dreimal an Benjamin Franklin, einen der Gründungsväter der Vereinigten Staaten schrieb und diesem (vergeblich) seine Dienste als Offizier anbot. Dagegen vermittelte Benjamin Franklin nur ein Jahr zuvor dem preußischen Adeligen von Steuben einen Posten als Offizier in der amerikanischen Kontinentalarmee.
Im Jahre 1782 trafen sich in Aachen der Generalleutnant Toll, ein Abgesandter des schwedischen Königs Gustav III., sowie der Baron von Reuschenberg. Toll versuchte in dem Gespräch mehr über die Situation der Rosenkreuzer in Norditalien zu erfahren. Der Baron selbst war ein führendes Mitglied dieser Geheimgesellschaft. Vermutlich handelte es sich bei dem Baron um Franz Edmund Joseph, denn eine Mitgliedschaft in einer Geheimgesellschaft würde gut zu seiner Persönlichkeit passen. Immerhin besaß der adelige Herr zu Selikum Bücher des Philosophen Étienne-Gabriel Morelly. Dessen Werk „Code de la Nature“ wird als frühsozialistisches Werk bezeichnet, da er in diesem Privatbesitz als Grund allen Übels beschrieb. Dessen ungeachtet hinterließ von Reuschenberg in dem Einband eines der Werke von Morelly ein Gedicht zu Ehren des Kurfürsten Carl Theodor folgendes Gedicht:

„Das vierzig sechste jahr hat schier den lauf beschräncket,

seith dem der Menschen Lust uns golde blicke schencket;

die Neu-Begierde frägt: wo blickt sie denn hervor?

Gülich und Berge rufft: Es ist Carl Theodor.“

Als einer der letzten männlichen Nachkommen seiner Sippe führte 1795 der bereits verwundete Oberstleutnant Edmund Franz von Reuschenberg, Sohn von Carl Ambrosius, während des Ersten Koalitionskriegs von der Festung Ehrenbreitstein aus einen Ausfall gegen die französischen Belagerer an und fiel. Er wurde als sehr fähiger Offizier bezeichnet und wurde von der Mannschaft verehrt. Die Hälfte der Besatzung wurde nach seinem Tod zusammengerufen, um ihn mit militärischen Ehren zu verabschieden.
Im Jahr 1779 verkaufte Antonetta Francoise von Reuschenberg, geb. D' Alverado y Bracamonte, das Haus Dorp an Anselm Freiherr Spies von Büllesheim. Diese Burg war der letzte bekannte Adelssitz der Familie. Soweit bekannt, wurden alle anderen zuvor verkauft. Wann genau der letzte männliche Nachkomme und Erbe der zu Selikum verstarb, ist nicht bekannt.

### Reuschenberg zu Luppenau
| Stammliste von Reuschenberg zu Luppenau |
| --- |
| 1. Johann von Reuschenberg ⚭ Barbara von Berg gnt. Blens 1. Johann von Reuschenberg ⚭ Elisabeth von Rolshausen 2. Agnes von Reuschenberg ⚭ Johann von Randerath zu Horrich 3. Maria Elisabeth von Reuschenberg ⚭ Johann von Friemersheim zu Berg |

16. Jahrhundert
Der Besitz der Herren zu Luppenau umfasste unter anderem die kleine Unterherrschaft Hetzingen, welche sich in unmittelbarer Nähe des landtagsfähigen Rittersitzes befand. Das Ehewappen der Begründer dieser Seitenlinie Johann von Reuschenberg und Barbara von Berg zu Hetzingen befindet sich auf einer Kaminplatte im Haus Rath bei Düren-Arnoldsweiler. Über welchen Zeitraum diese im Besitz des Hauses waren, ist bislang noch nicht geklärt.
Ihr gemeinsamer Sohn Johann, beziehungsweise dessen Vormund Johann Kolff von Vettelhoven wurde 1563 stellvertretend für diesen mit Burg Laufenburg belehnt.
17. Jahrhundert
Die Seitenlinie zu Luppenau erlosch 1624 mit dem Tod von Johann von Reuschenberg, dem Sohn von Johann (also bereits in der 2. Generation).

## Wappen

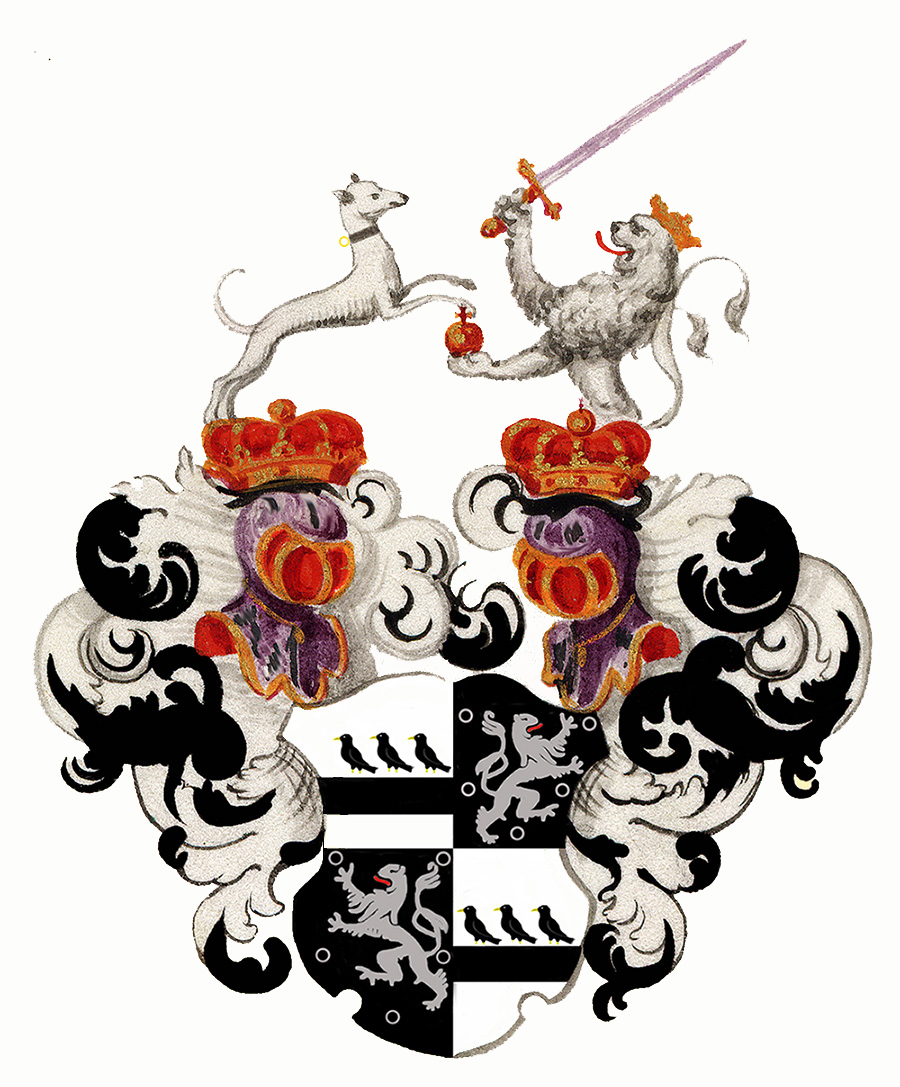
Freiherrliches Wappen um 1690

Das Wappen stellt drei Raben über einem schwarzen Balken in einem silbernen Feld dar. Der Helm ist mit einer schwarz-silbernen Helmdecke bedeckt. Spätestens seit dem frühen 16. Jahrhundert bedeckt ein schwarzer, silberaufgeschlagener Turnierhut den Helm. Ein silberner Windhund mit einem schwarzen Halsband, an dem ein goldener Ring befestigt ist, entspringt dem Turnierhut.
Gerard von Reuschenberg, Sohn Wolters von Esch, siegelte erstmals mit dem Stammwappen der von Reuschenberg. Das Wappen seines Vaters zeigt, im Gegensatz zu seinem, im Zentrum des Balkens eine stilisierte Lilie. Die Raben wurden seit dem 14. Jahrhundert oft entweder durch Merletten ersetzt oder waren in ihrer Darstellung nicht eindeutig von Krähen oder Amseln zu unterscheiden. Anton Fahne, sowie andere Autoren, beschrieben diese schließlich nur noch als schwarze Vögel.
Die ursprüngliche Deutung der schwarzen Vögel als Raben, kann unter anderem durch ein Wappenbuch aus dem Jahr 1530 belegt werden.
Eine These geht davon aus, dass das Wappenbild auf das Recht der Hohe Gerichtsbarkeit verweist.
Mit der Erhebung in den Reichsfreiherrenstand wurde den Brüdern Johannes Ernst und Heinrich von Reuschenberg zu Setterich ein freiherrliches Wappen verliehen („Wappenverbesserung“). Das quadrierte Wappenschild zeigt in Feld 1 und 4 das Wappen des Hauses Reuschenberg mit den drei Raben über einem schwarzen Balken. Feld 2 und 3 stellt in Schwarz einen silbernen, aufrecht schreitenden Löwen dar. Das Feld ist mit fünf silbernen Herzen belegt. Auf dem Wappenschild zwei gekrönte Helme, welche mit einer schwarz-silbernen Helmdecke bedeckt sind. Dem (aus heraldischer Sicht) rechten Helm entspringt ein silberner Windhund mit schwarzem Halsband und einem goldenen Ring. Auf dem linken Helm ein silberner, goldgekrönter Löwe, welcher in der rechten Pranke ein Schwert und in der linken einen goldenen Reichsapfel hält. Die silbernen Herzen auf dem Wappenschild wurden spätestens ab 1690 durch Ringe ersetzt. Bei Wappen, welche in steinmetzzarbeit ausgeführt wurden, sind Herzen oder Ringe weggelassen worden.

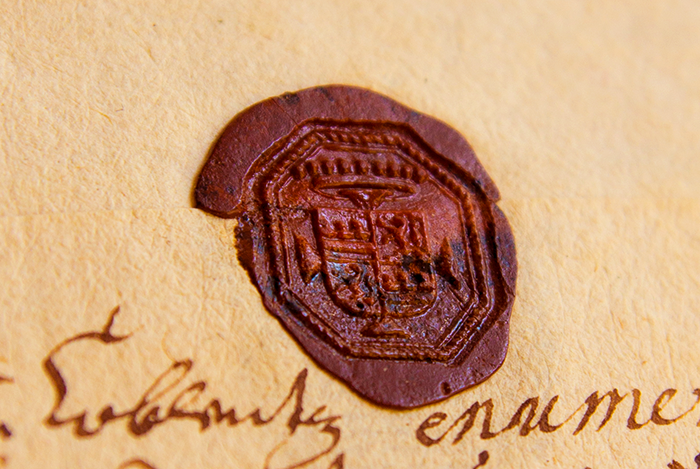
Siegel des Landkomturs Heinrich Freiherr von Reuschenberg zu Setterich

Die Komture des Deutschen Ordens belegten ihre Zugehörigkeit zum Orden u. a. durch die Zusammenlegung der Familien- mit dem Deutschordenswappens. Das Wappen von Johann Heinrich von Reuschenberg zu Setterich zeigt dementsprechend Ende des 16. Jahrhunderts ein Deutschordens-Kreuz, welches mit dem Familienwappen als Mittelschild belegt wurde. Sein Enkel der Landkomtur Heinrich Freiherr von Reuschenberg zu Setterich verwendete entweder diese Form der Darstellung oder aber die seit dem 17. Jahrhundert übliche Darstellung in Form eines quadrierten Wappens.
Der Linie zu Setterich entstammt eine uneheliche Seitenlinie namens Reuschenberg, deren Wappen überliefert wurde. In dem quadrierten Wappen stehen im Feld 2 und 3 drei rote Merlen auf einem braunen Balken über einem blauen Feld. Dagegen zeigt das 1. und 4. Feld einen schwarzen Löwen auf gelben Grund. Eine Krone scheint über dem Ritterhelm zu „schweben“ und ein darüber angeordneter schwarzer Windhund entspringt dem erwähnten Helm. Die stark stilisierte Helmdecke ist in rot und gelb gehalten. Dem Bastardwappen fehlt der sonst übliche Bastardfaden.

## Adelsarchive
Die verschiedenen Linien der Familie von Reuschenberg besaßen jeweils ein eigenes Familienarchiv. Diese wurden nach dem Tod des letzten männlichen Erben teilweise von den angeheirateten Familien übernommen. Ein vollständiges Familienarchiv existiert vermutlich nicht mehr. Soweit es das Haus Setterich betrifft, ging dieses weitestgehend bei einem Brand verloren. Einige Urkunden aus diesem Bestand wurden jedoch im Familienarchiv Coudenhove wieder aufgefunden, welches heute im Staatlichen Gebietsarchiv Pilsen aufbewahrt wird. Unter den Setterichern Urkunden befindet sich auch das Diplom zur Erhebung in den Reichsfreiherrenstand. Umfangreicher ist das Archiv der Herren zu Eicks und Rurich überliefert worden. Die Dokumente werden zum einen im Mährischen Landesarchiv Brünn und zum anderen im Archiv des Schlosses Eicks aufbewahrt.

## Gemälde
Eine Ahnengalerie diente zu repräsentativen Zwecken und war im Hochadel, sowie zum Teil auch im Niederadel, weit verbreitet. Die Familie von Reuschenberg besaß vermutlich zu keinem Zeitpunkt eine Ahnengalerie. Immerhin konnten bislang acht Gemälde nachgewiesen werden, auf denen ein Familienmitglied der Sippe abgebildet wurde. Diese Bilder wurden jedoch an verschiedenen Orten erstellt und aufbewahrt, etwa in einem Kloster oder einer Dombibliothek. Die folgende Tabelle gibt einen Überblick über die bislang bekannten Gemälde und deren aktueller Aufbewahrungsort.
| Dargestellte Person                                               | Entstehung | Ort der Aufbewahrung                                  |
| ----------------------------------------------------------------- | ---------- | ----------------------------------------------------- |
| Johann „Heinrich“ von Reuschenberg zu Setterich                   | um 1599    | Schloss Alden Biesen in Bilzen.                       |
| Johann „Heinrich“ von Reuschenberg zu Setterich                   | vor 1595   | ehem. DO-Haus in Köln. Das Werk gilt als verschollen. |
| Anna Maria Freiin von Reuschenberg zu Setterich                   | nach 1628  | Gemeentemuseum Helmond.                               |
| Johannes Ernst Freiherr von Reuschenberg zu Setterich             | um 1650    | Dombibliothek Hildesheim.                             |
| Gudar von Reuschenberg zu Selikum                                 | nach 1650  | Sammlung Dieter Bogs in Bielefeld.                    |
| Johannes Sigismund Wilhelm Freiherr von Reuschenberg zu Setterich | um 1700    | Dombibliothek Hildesheim.                             |
| Maria Theresia von Reuschenberg zu Selikum                        | 1730       | Kloster Saarn in Mülheim an der Ruhr.                 |
| Johann Heinrich von Reuschenberg zu Setterich                     | 1762       | Kirche St. Johannes in Siersdorf.                     |

## Persönlichkeiten
- Anna von Reuschenberg zu Overbach (1568–1629), Äbtissin des Klosters Roermond
- Johann Heinrich von Reuschenberg zu Setterich (1528–1603), Landkomtur der Deutschordensballei Biesen
- Johann von Reuschenberg zu Overbach (1554–1638), Erbmarschall von Limburg, kaiserlicher Obrist und Kommandant der Festung Jülich
- Johannes Ernst („Johann“) Freiherr von Reuschenberg zu Setterich (1603–1660), Deutschordensritter, bayerischer, kaiserlicher und pfalz-neuburger Feldmarschall, sowie seit 1656 Generalfeldmarschall des Kurrheinischen Bundes
- Philippine von Reuschenberg zu Overbach (1563–1618), Herrin zu Helmond

## Genealogische Forschungen
Bereits in der ersten Hälfte des 17. Jahrhunderts wurde eine umfassende Übersicht über die verwandtschaftlichen Beziehungen der Familie von Reuschenberg erstellt. Seit dieser Zeit wurden zahlreiche Beiträge unterschiedlicher Qualität zu diesem Thema publiziert. Die Ergebnisse folgender Genealogen bildeten oft entweder direkt oder indirekt die Basis für die Forschungen nachfolgender Generationen:
- Wilhelm von Cortenbach (1630)
- Johann Gottfried von Redinghoven (nach 1650)
- Ernst von Oidtman (ab 1880)

Die Familien von Cortenbach und von Reuschenberg waren miteinander verwandt, so dass Wilhelm von Cortenbach vermutlich seine Informationen aus erster Hand bezog. Seine ursprünglichen Unterlagen sind, zumindest soweit bekannt, nicht erhalten geblieben. Johann Gottfried von Redinghoven kopierte allerdings dessen Aufzeichnungen, so dass diese in Form einer Abschrift verfügbar sind. Die Darstellungen des Ursprungs der Familie von Reuschenberg der beiden erwähnten Genealogen widersprechen den Forschungsergebnissen von Ernst von Oidtman. Dieser weist verweist auf die Blutsverwandtschaft der männlichen Linien der beiden Familien von Reuschenberg und von Esch hin. Darüber hinaus korrigierte und ergänzte Oidtman die Forschungsergebnisse von Redinghoven erstmals auf wissenschaftlicher Basis. Teile seiner Unterlagen galten über Jahrzehnte als verschollen. Zumindest die Mappe „Reuschenberg“ steht in Form von Kopien seit 2006 der Universitäts-Bibliothek Köln wieder zur Verfügung.
Der Bergheimer Stadtarchivar Heinz Andermahr widerspricht teilweise den Forschungsergebnissen Oidtmans bzgl. den verwandtschaftlichen Verhältnissen vor 1400. Dabei widerspricht er auch der These von Bernd Reuschenberg, dass mehrere Familien im Umfeld von Bergheim aufgrund der geographischen Nähe und der vergleichbaren Wappenbilder Seitenlinien der Familie von Esch waren.
Die Veröffentlichungen der im Folgenden aufgeführten Autoren widersprechen weitestgehend dem aktuellen Stand der Forschung und sollten nur nach eingehender Prüfung übernommen werden:
Heinz Marx (1978)
In dem Artikel „Das Geschlecht derer von Reuschenberg“ versucht Heinz Marx die bislang bekannte Genealogie zu aktualisieren und ergänzen. Er verzichtet allerdings auf Quellenangaben und widerspricht teilweise eklatant den Forschungen Oidtmans oder anderer Genealogen. So übernimmt er beispielsweise eine fehlerhafte Darstellung aus dem frühen 18. Jahrhundert und schreibt einem Herrn von Reuschenberg das Bischofsamt von Hildesheim und Köln zu. Diese Fehlinterpretation wurde allerdings bereits 1755 als solche erkannt.
Hanns Merckens schreibt zu der inhaltlichen Qualität „(…) in vielen Teilen auch noch unrichtige Angaben enthält, mit großer Vorsicht zur Kenntnis zu nehmen.“ und „(…) insbesondere die Angaben in der Sippentafel, nicht ungeprüft übernehmen“.
Johann Seifert (1729)
Der Regensburger Genealoge Johann Seifert veröffentlichte in der ersten Hälfte des 18. Jahrhunderts eine Stammtafel der Familie von Reuschenberg zu Setterich. Nach dieser Darstellung war der Vater von Maria Philippine Ernestina Freifrau von Reuschenberg der Feldmarschall Johannes Ernst Freiherr von Reuschenberg zu Setterich. Maria war jedoch nachweislich ein uneheliches Kind ihres adeligen Vaters Edmund Jobst und dessen „Haushälterin“ Maria Cleuter. Trotz ihrer Herkunft gelang es ihrer Familie sie mit dem Reichshofrat Franz Friedrich Freiherr von Andlern zu verheiraten. Ihr neuer Lebensmittelpunkt wurde Wien, wo sie nach dem Tod ihres Mannes den späteren Graf Rudolf Christoph von Witten heiratete. Im Jahr 1717 wurde die Gräfin Maria Philippine Ernestina von Reuschenberg in den hochadeligen Sternkreuzorden zu Wien aufgenommen. Damit gehörte sie dem Hofstaat der Kaiserin Eleonore Magdalene an.
Die von dem Regensburger Genealogen veröffentlichte Stammtafel war vermutlich eine Auftragsarbeit der Familie von Reuschenberg zu Setterich. Ziel war es offensichtlich, die illegitime Herkunft von Maria Philippine Ernestina Freifrau von Reuschenberg zu verheimlichen und zugleich ihre Abstammung aufzuwerten. Ernst von Oidtman bezeichnete diese Stammtafel als Fälschung und hielt diese darüber hinaus für „unverschämt“.

## Bibliographie